# Röda hund
För andra betydelser, se Röda hund (olika betydelser).
Röda hund eller rubella är en infektionssjukdom som orsakas av ett RNA-virus. Tidigare var sjukdomen vanlig och drabbade främst mottagliga barn och ungdomar, den är vanligtvis mild och ungefär hälften av de infekterade inser inte att de haft den. Sjukdomen ger karaktäristiska röda utslag efter en inkubationstid på cirka 2-3 veckor. Röda hund är intressant ur folkhälsosynpunkt därför att den orsakar allvarliga fosterskador när gravida infekteras tidigt i graviditeten. Sjukdomen ingår därför i det allmänna vaccinationsprogrammet i Sverige, och både pojkar och flickor vaccineras med kombinationsvaccinet MPR där en av komponenterna ger immunitet mot röda hund. Denna strategi har varit framgångsrik och fosterskador orsakade av röda hund är numera sällsynta.
Rubella är sedan 1996 en anmälningspliktig och smittspårningspliktig sjukdom enligt smittskyddslagen.
Sjukdomen kallas omväxlande röda hund och rubella. Det latinska namnet är rubeola, ett namn på sjukdomen som används brett i världen. 

## Patogen
Rubella orsakas av ett RNA-virus som tillhör virusgruppen rubivirus inom togavirusfamiljen. Virusstrukturen är kartlagd och det har visat sig att den genomiska sammansättningen skiljer sig en aning mellan olika Rubellavirusstammar. Detta underlättar smittspårning.
Viruset sprids via droppsmitta och direkt kontakt med sekret från näsa och svalg, framför allt vid
nära inomhuskontakt.

## Symptom

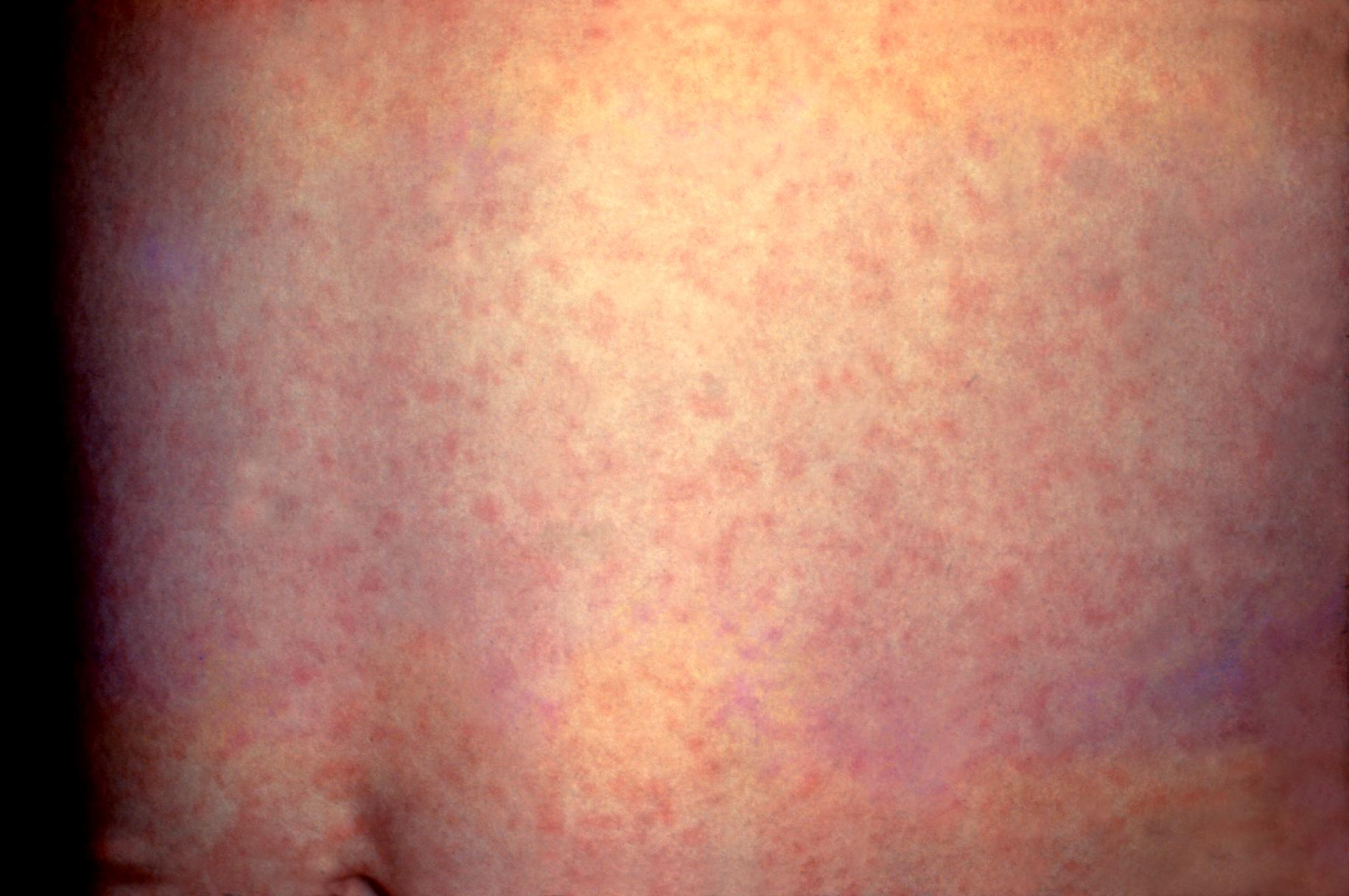
Hud med utslag från Rubella

Röda hund-infektionen börjar med snuva och svullna lymfkörtlar, framför allt i nacken men även i armhålor och ljumskar. Det är vanligt att vuxna, främst yngre kvinnor, drabbas av övergående artriter. Efter några dygn kommer små, blekröda eller brunaktiga utslag som sprider sig från ansiktet ner till armar och ben. Ledbesvär och feber förekommer, utslagen i ansiktet kan flyta ihop och bli mer blåröda. De försvinner inom två, tre dagar. Symtomen förväxlas lätt med bland annat morbilli, parvovirus, ockelbosjukan, adenoviros, enteroviroser, allergier, erythema multiforme eller någon läkemedelsreaktion. Infektion fastställs genom blodprov som även tas för att fastställa immunitet. I vissa fall kan sjukdomsförloppet vara så pass lindrigt att en diagnos aldrig fastställs. Därmed är det omöjligt att vara säker på att man inte har haft röda hund. Det är ganska vanligt med en mild och övergående ledvärk vid sjukdomens slut.

## Fosterskador
Rubellainfektion tidigt i graviditeten ger stor risk för allvarliga skador på fostret. Skadorna kallas kongenital rubella eller kongenitalt rubellasyndrom. De organ som skadas är exempelvis hjärna, hjärta, ögon och öron. Risken för skador är störst under de första 10–12 graviditetsveckorna,  risken för hörselskador finns kvar fram till vecka 16–17.
Fostervattenprov, amniocentes, används för att upptäcka röda hund-infektioner hos fostret. Ett fostervattensprov inleds med ultraljud, varpå man tar prover via bukväggen. Huden rengörs, en tunn nål förs in till livmodern och en matsked fostervatten sugs upp. När rubellainfektion konstaterats tidigt i graviditeten erbjuds abort på grund av den stora risken för fosterskador.
En rubellaepidemi 1962–1964 beräknas ha skadat 20 000 barn i USA. En undersökning då dessa barn var i tjugoårsåldern visade att en tredjedel av de undersökta barnen levde ett ganska normalt liv, en tredjedel bodde hos sina föräldrar och hade anpassade arbetsuppgifter och en tredjedel krävde vård dygnet runt.
Vid den senaste större rubellaepidemin i Sverige, 1978–1980, insjuknade 212 kvinnor i röda hund under tidig graviditet. De flesta avbröt graviditeten. Graviditeten fullföljdes av 36 kvinnor och 19 skadade barn föddes.
Innan vaccinationsprogrammen mot röda hund påbörjades, var 10–12 % av gravida kvinnor i Sverige mottagliga för rubellaviruset. Före 1974 föddes i genomsnitt 14 barn med kongenitalt rubellasyndrom per år i Sverige.

## Behandling
Röda hund saknar specifik behandling. Man rekommenderar vila, sängliggande och det officiella läkemedlet vid röda hund, enligt patient-fass, paracetamol. Man bör undvika starkt ljus om ögonen är irriterade och eventuellt badda ögonen med ljummet saltvatten då och då. Vid diagnos av en Rubella-infektion samt vid bedömning av immunitet används serologiska metoder som ELISA av Rubellaspecifik IgG och/eller IgM antikroppsaktivitet, hemolys i gel, aviditetstest innefattande mätning av IgG antikroppens bindningsförmåga. Röda hund behandlas inte efter sjukdomsutbrottet, fokus riktas mot förebyggande åtgärder som vaccinering. 

## Vaccination
Målet med vaccinationsprogrammen mot rubella i Sverige och Finland är att minska antalet barn som föds med kongenitalt rubellasyndrom. Två doser ges, den första efter ett års ålder, och den andra omkring skolstarten – tidpunkterna skiljer sig något mellan länderna. Vanligen ges vaccinet i ett kombinationsvaccin som ger skydd mot påssjuka, mässling och röda hund.
Även vuxna kan vaccineras. Efter en förebyggande vaccination bör en kvinna vänta i minst tre månader innan hon blir gravid för att vaccinet inte ska påverka fostret. Biverkningar av MPR-vacciner är ovanliga, men de förekommer. Såväl antalet anmälda biverkningar i Sverige som resultaten av stora internationella undersökningar visar att förekomsten av skador och biverkningar till följd av vaccination är obetydlig och att autism, Crohns sjukdom och andra typer av CNS-skador inte orsakas av vaccinet.
Vaccinationsprogrammen har varit framgångsrika, det senaste inhemska fallet av kongenitalt rubellasyndrom skedde 1985. Några ytterligare fall har förekommit sedan dess, mödrarna har då smittats utomlands.

### Sverige
Det allmänna vaccinationsprogrammet omfattar i Sverige en första dos vid 18 månaders ålder och sedan en ytterligare i grundskolans årskurs 1-2.
Vaccinering i Sverige mot röda hund började 1974 med ett singelvaccin som gavs till flickor vid 12-årsåldern. 1982 ersattes det av kombinationsvaccinet MPR som gavs i två doser till alla och används än idag.

### Finland
I Finland ges första dosen vid 12 till 15 månaders ålder, med rekommendation att den ges vid 12 månaders ålder. Andra dosen ges vid sex års ålder. Här används ett kombinationsvaccin, MPRV, som ger skydd mot mässling, påssjuka, röda hund och vattkoppor.